# Шейнфинкель, Вера Константиновна
Вера Константиновна Шейнфинкель (1867—1928) — библиограф, революционный деятель, директор библиотеки, Герой Труда (1922).

## Биография
Родилась в 1867 году.
Сестра профессионального революционера, наркома продовольствия УССР — М. К. Владимирова (Шейнфинкеля), похороненного в Кремлёвской стене.
С 1890 года — директор Общественной библиотеки в Херсоне. Ею был составлен первый научный каталог библиотеки. Под руководством Веры Константиновны библиотека стала местом хранения нелегальной революционной литературы, очагом культуры в Херсоне.
Была членом революционного кружка в Херсоне, занимавшегося сбором средств на пропагандистские цели для Херсонского комитета РСДРП. Неоднократно подвергалась преследованиям полиции, арестам. Состояла в переписке с Всеволодом Мейерхольдом.
В годы революции и гражданской войны она организовала курсы сельских библиотекарей, руководила созданием библиотек в Херсонской губернии.
Умерла в 1928 году.

## Награды и Память
- В 1922 году присвоено звание Героя Труда[3].
- Вышедшая в 1928 году книга Сергея Сильванского «Библиотеки Старого Херсона» посвящена памяти В. К. Шейнфинкель[4].